# 托夫皮任
50°26′30″N 25°12′28″E / 50.44167°N 25.20778°E
托夫皮任（烏克蘭語：Товпижин），是烏克蘭西北部的村莊，隸屬里夫內州的杜布諾區。該村面積16.1平方公里，海拔高度187米，2001年人口1,240，人口密度每平方公里22.4人。